# Brahe Rock
Der Brahe Rock (englisch; bulgarisch скала Брахе skala Brache) ist ein in west-östlicher Ausrichtung 85 m langer und 50 m breiter Klippenfelsen vor der Nordküste der Livingston-Insel im Archipel der Südlichen Shetlandinseln. Er liegt 2,55 km nordöstlich des Essex Point, 430 m westlich von Window Island und 1,5 km nördlich des Voyteh Point.
Bulgarische Wissenschaftler kartierten ihn 2009 und 2017. Die bulgarische Kommission für Antarktische Geographische Namen benannte ihn im April 2021 nach dem dänischen Astronomen Tycho Brahe (1546–1601), der die Triangulation bei der Vermessung der schwedischen Insel Ven angewendet hatte.